# Acadèmia Viñas
L'Acadèmia Viñas és una obra noucentista de Mollet del Vallès (Vallès Oriental) inclosa a l'Inventari del Patrimoni Arquitectònic de Catalunya.

## Descripció
Edificació civil entre mitgeres, alineada a dos carrers. Consta de soterrani, planta baixa i pis. A la cantonada, sobresortint de la línia de façana i situada al primer pis hi ha una galeria amb tres obertures de grans dimensions. La coberta és a dues vessants. Alguns dels elements formals són representatius del llenguatge noucentista.